# カゴシマジロー
カゴシマジロー（1974年9月25日 - ）は、フランス出身の俳優。血液型はO型である。TRASHMASTERSのメンバー。トム・プロジェクト所属。

## 出演

### テレビドラマ
テレビ朝日
- 下北サンデーズ
- 刑事7人（2016年） ‐ 宮川博

TBS系列
- 愛の劇場 またのお越しを
- ほーむめーかー
- プリティガール
- Get Ready! 第8話（2023年） - 金谷

フジテレビ系列
- 演技者。 － ヒデ 役

日本テレビ
- あした天気になあれ。
- バンビ〜ノ!
- ギャルサー
- 四つ葉神社ウラ稼業 失恋保険〜告らせ屋〜 - 笠井 役
- 悪夢ちゃん - 桐原弘樹 役
- ヒロシの心霊キャンプ 最終話「見つけてください」（2024年10月31日、BS日テレ） - サワイ 役[1]

テレビ東京系列
- ライオン丸G

NHK
- 火消しや小町 － 地元消防団員 役
- ブルーもしくはブルー

ビーエスアイ
- ケータイ刑事 銭形雷2,第3話

### 映画
- オーバードライヴ
- 最後の晩餐
- 参ノ珠 オレオレ
- 20世紀少年3部作
- 20世紀少年 第1章
- 20世紀少年 第2章
- 空の境界
- 天空の蜂

### CM
- 日本郵政公社 郵便貯金

### 舞台
- おちる飛行機の中で
- BOB
- tiny alice
- TRASHTANDARD
- 困惑
- GAKUYA
- 毎日がエブリデー
- モンテンルパ[2]